# Exocentrus seriatopunctatus
Exocentrus seriatopunctatus är en skalbaggsart som beskrevs av Aurivillius 1922. Exocentrus seriatopunctatus ingår i släktet Exocentrus och familjen långhorningar.
Artens utbredningsområde är Filippinerna. Inga underarter finns listade i Catalogue of Life.